# Christopher Go

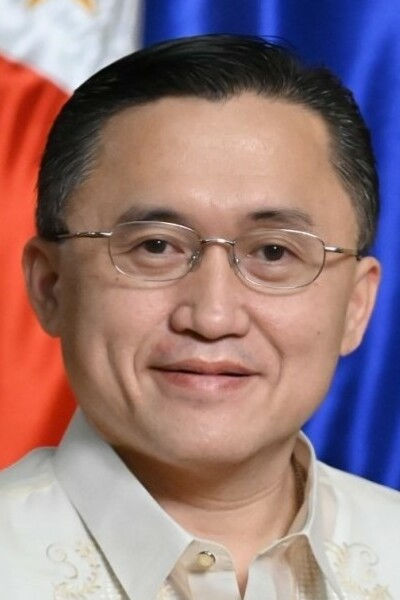
Senator Christopher „Bong“ Go

Christopher Lawrence „Bong“ Tesoro Go (* 14. Juni 1974 in Davao City, Mindanao) ist ein philippinischer Politiker der Partido Demokratiko Pilipino – Lakas ng Bayan (PDP-Laban), der seit 2019 Mitglied des Senats der Philippinen (Senado ng Pilipinas) ist. Er galt als möglicher Kandidat bei der Präsidentschaftswahl auf den Philippinen 2022, zog seine Kandidatur allerdings am 14. Dezember 2021 offiziell zurück.

## Leben

### Herkunft, Studium und Mitarbeiter von Rodrigo Duterte
Christopher Lawrence „Bong“ Tesoro Go stammt aus einer philippinisch-chinesischen Familie und ist der Sohn des Unternehmers Desiderio Go und der aus der Provinz Batangas stammenden Marichu Tesoro-Go. Nach dem Besuch der privaten katholischen La Salle Green Hills-Schule begann er ein Studium im Fach Management an der Universität De La Salle in Manila, welches er an der Ateneo de Davao University fortsetzte und dort mit einem Bachelor of Science (BS Marketing) beendete.
1998 wurde er persönlicher Mitarbeiter im Stab von Rodrigo Duterte, der von 1988 bis 1998, 2001 bis 2010 sowie abermals von 2013 bis 2016 Bürgermeister von Davao City war. Nachdem Duterte bei der Präsidentschaftswahl am 9. Mai 2016 zum Präsidenten gewählt wurde, wurde Go am 30. Juni 2016 Sonderassistent des Präsidenten und zugleich Leiter des Managementstabes des Präsidenten (Presidential Management Staff). Beide Funktionen bekleidete er bis zum 15. Oktober 2018 und wurde jeweils von Jesus Melchor Quitain abgelöst. Nach Beendigung dieser Regierungsämter spielte der 1,68 große Go zwischen 2018 und 2019 für die Basketballmannschaft Muntinlupa Cagers.

### Senator und zurückgezogene Präsidentschaftskandidatur 2022

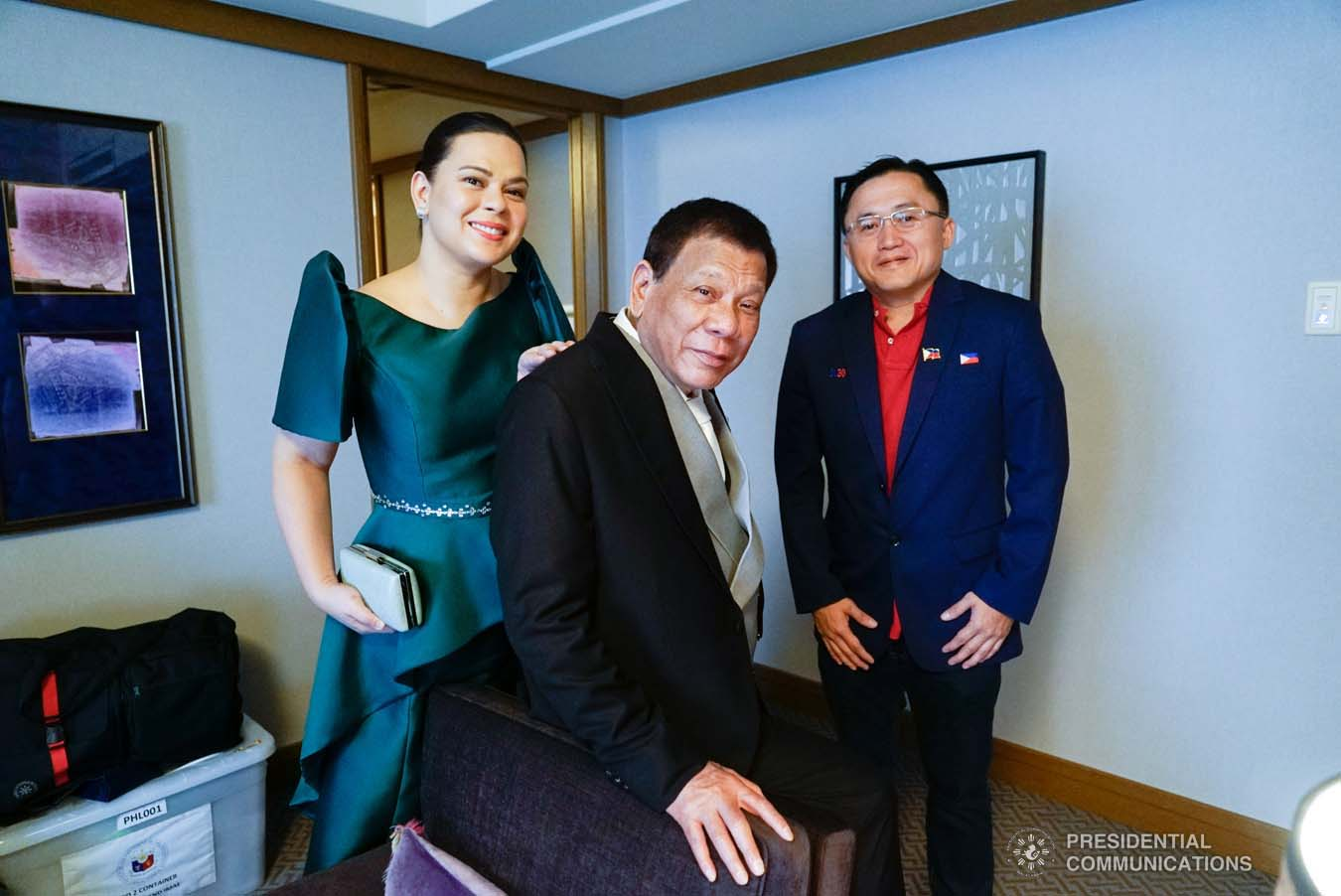
Go mit Präsident Rodrigo Duterte und dessen Tochter Sara Duterte (22. Oktober 2019)

Bei der Senatswahl am 13. Mai 2019 wurde Go für die PDP-Laban mit dem drittbesten Ergebnis (20.657.702 Stimmen, 42,35 Prozent) der zwölf zu vergebenen Sitze erstmals zum Mitglied des Senats gewählt.
Die PDP-Laban nominierte am 8. September 2021 Go zunächst als ihren Präsidentschaftskandidaten und Präsident Duterte als ihren Kandidaten für das Amt des Vizepräsidenten für die Präsidentschaftswahl auf den Philippinen 2022. Duterte zog sich jedoch von seiner Kandidatur als Vizepräsident zurück, und Go reichte stattdessen am 2. Oktober 2021 eine Kandidaturbescheinigung für das Amt des Vizepräsidenten ein. Senator Ronald dela Rosa wurde dann Gos Präsidentschaftskandidat, nachdem dela Rosa am 8. Oktober 2021 unerwartet seine Kandidaturbescheinigung eingereicht hatte. Dela Rosa zog sein Angebot später auf Weisung von PDP-Laban zurück, während Go ebenfalls sein Angebot für die Vizepräsidentschaft am 13. November 2021 zurückzog.

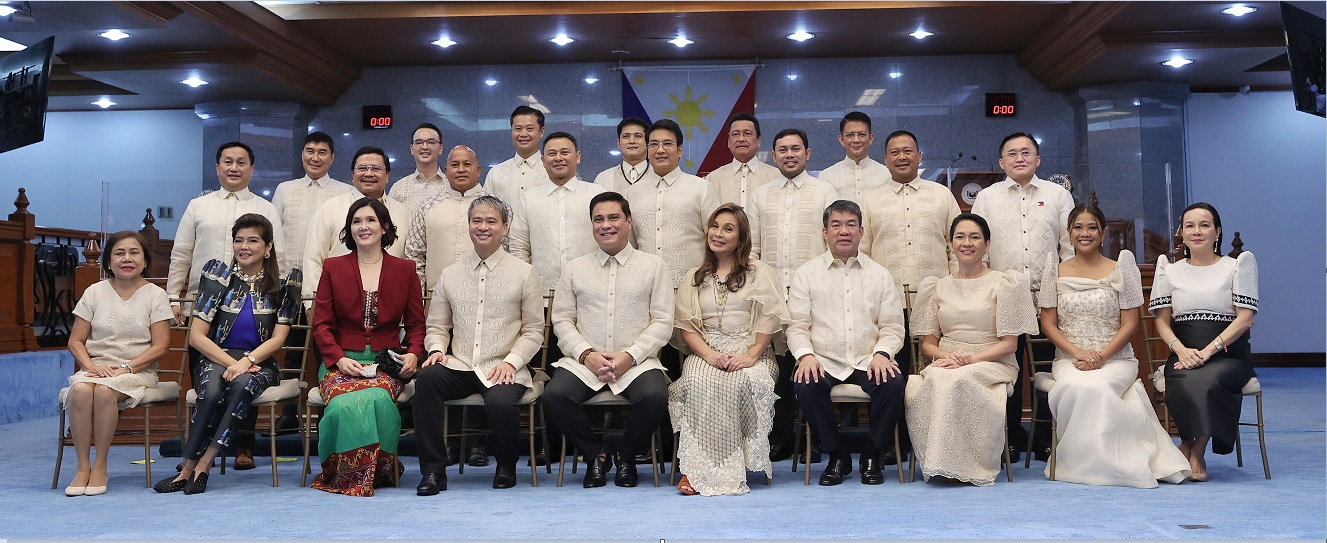
„Bong“ Go (stehend, 1.v.r.) auf dem offiziellen Foto der Senatsmitglieder (25. Juli 2022).

Go kündigte daraufhin an, dass er stattdessen für das Präsidentenamt kandidieren werde, allerdings als Kandidat der Partei Pederalismo ng Dugong Dakilang Samahan (PDDS). Eine von Alfonso Cusi angeführte PDP-Laban-Faktion erlaubte Go, für eine andere Partei zu kandidieren, um Komplikationen zu vermeiden, da sich die Partei in einem Führungsstreit befand. Eine andere von Manny Pacquiao und Koko Pimentel angeführte Faktion, bestritt die Legitimität von Cusis Faktion als Vertreter der Partei. Cusis Seite ging davon aus, dass es rechtliche Probleme geben würde, wenn Go die Kandidatur von dela Rosa als Präsident ersetzen würde, falls die Wahlkommission COMELEC (Commission on Elections) die Kandidatur von dela Rosa für ungültig erklären würde. Cusis PDP-Laban-Faktion hatte Go als ihren Präsidentschaftskandidaten für die Wahl 2022 angenommen und unterstützt. Die Go-Kampagne hatte keinen formellen Vizepräsidentenkandidaten, obwohl Präsident Duterte seine Tochter Sara Duterte als Gos Vizepräsidentin befürwortet hatte. Am 30. November 2021 kündigte Go an, dass er aus dem Präsidentschaftswahlkampf ausscheiden werde und zog sich am 14. Dezember 2021 offiziell aus dem Rennen um die Präsidentschaft zurück.
In der aktuellen 19. Legislaturperiode des Kongresses (2022 bis 2025) ist er zurzeit Vorsitzender des Ausschusses für Gesundheit und Demografie (Health and Demography Committee) sowie Vorsitzender des Sportausschusses (Sports Committee).